# Michaił Nienaszew
Michaił Fiodorowicz Nienaszew (ros. Михаи́л Фёдорович Нена́шев, ur. 10 listopada 1929 we wsi Borodinowka w obwodzie czelabińskim, zm. 15 grudnia 2019 w Moskwie) – radziecki dziennikarz i polityk.

## Życiorys
Urodzony w rosyjskiej rodzinie chłopskiej. W latach 1948–1952 studiował w Magnitogorskim Instytucie Pedagogicznym, od 1952 był aspirantem Leningradzkiego Instytutu Finansowo-Ekonomicznego. Od 1952 członek KPZR, od 1956 asystent i starszy wykładowca Magnitogorskiego Instytutu Górniczo-Metalurgicznego, od 1959 docent, a od 1961 kierownik katedry marksizmu-leninizmu. W 1967 został kierownikiem Wydziału Nauki i Instytucji Edukacyjnych, a rok później sekretarzem Komitetu Obwodowego KPZR w Czelabińsku, od 1975 pełnił funkcję zastępcy kierownika Wydziału Propagandy KC KPZR. W 1978 objął posadę redaktora naczelnego gazety "Sowietskaja Rossija". Od maja 1989 przewodniczący Państwowego Komitetu ZSRR ds. Telewizji i Radia, od listopada 1990 przewodniczący Państwowego Komitetu ZSRR ds. Wydawnictw, od lipca do listopada 1991 minister informacji i wydawnictw ZSRR, od stycznia 1992 członek kolegium redakcyjnego wydawnictwa "Kniga", od 1994 redaktor wydawnictwa "Russkaja Kniga". W 1977 roku uzyskał stopień doktora nauk historycznych, cztery lata później był profesorem. W okresie 1981–1989 zastępca członka, a 1989–1991 członek KC KPZR. Deputowany do Rady Najwyższej RFSRR 10 i 11 kadencji. Pochowany na Cmentarzu Trojekurowskim w Moskwie.

## Odznaczenia
- Order Czerwonego Sztandaru Pracy (dwukrotnie – 1964 i 1967)
- Order Przyjaźni Narodów (1979)
- Order Znak Honoru (dwukrotnie – 1961 i 1970)